# Janko Rudman
Janko Rudman, född 20 november 1938, död 9 september 2012 i Göteborg, var en svensk kroppsbyggare.
Han hade stora tävlingsframgångar under slutet av 1960-talet och 1970-talet. Han segrade bland annat i mellanviktsklassen i Mr Europa-tävlingar (dels IFBB:s och dels andra) åren 1968, 1971, 1972 och 1976 och i WABBA:s världsmästerskap 1980, i den korta klassen.